# افتون ویلیامسون
افتون ویلیامسون (انگلیسی: Afton Williamson؛ زادهٔ ۱۹۸۵) یک هنرپیشه اهل ایالات متحده آمریکا است. وی از سال ۲۰۱۰ میلادی تاکنون مشغول فعالیت بوده‌است.

## گزیده فیلمشناسی
از فیلم‌ها یا برنامه‌های تلویزیونی که وی در آن نقش داشته‌است می‌توان به آثار زیر اشاره کرد.
- مردی روی لبه (۲۰۱۲)
- همسر خوب (۲۰۱۰)
- میهن (مجموعه تلویزیونی) (۲۰۱۱)
- نشویل (مجموعه تلویزیونی) (۲۰۱۲)
- پیروی (مجموعه تلویزیونی) (۲۰۱۳–۲۰۱۵)
- بانشی (۲۰۱۴–۲۰۱۵)
- ابتدایی (مجموعه تلویزیونی) (۲۰۱۵)
- آن شب (مجموعه تلویزیونی) (۲۰۱۶)
- نقطه کور (مجموعه تلویزیونی) (۲۰۱۵-۲۰۱۶)
- تازه کار (مجموعه تلوزیونی) (۲۰۱۸)